# 中国共产党城步苗族自治县委员会
中国共产党城步苗族自治县委员会（简称中共城步苗族自治县委）是中国共产党在湖南省邵阳市城步苗族自治县的领导机关。

## 沿革
1956年11月30日，撤销城步县建制，建立“城步苗族自治县”，是中国第二个苗族自治县。

### 反腐败工作
2018年3月6日，周国利涉嫌严重违纪违法，接受纪律审查和监察调查，5月遭到开除党籍开除公职（双开）处分，7月遭到逮捕，2019年5月，因受贿罪、滥用职权罪、巨额财产（2113万余元人民币、10万元港币）来源不明罪共计判刑17年。

## 职责
根据《中国共产党地方委员会工作条例》，中国共产党地方委员会主要实行政治、思想和组织领导，承担下列职能：
1. 对本地区重大问题作出决策。
2. 通过法定程序使党组织的主张成为地方性法规、地方政府规章或者其他政令。
3. 加强对本地区宣传思想文化工作的领导，牢牢掌握意识形态工作领导权、话语权。
4. 按照干部管理权限任免和管理干部，向地方国家机关、政协组织、人民团体、国有企事业单位等推荐重要干部。
5. 支持和保证人大、政府、政协、法院、检察院、人民团体等依法依章程独立负责、协调一致地开展工作，发挥这些组织中党组的领导核心作用。
6. 加强对本地区群团工作和统一战线工作的领导。
7. 动员、组织所属党组织和广大党员，团结带领群众实现党的目标任务。

## 历任书记
| 姓名   | 就任日期   | 卸任日期   | 备注               |
| ------ | ---------- | ---------- | ------------------ |
| 陈甫林 | 1949年10月 | 1951年10月 | [ 5 ]              |
| 张振江 | 1951年11月 | 1952年6月  | [ 5 ]              |
| 孙良仁 | 1952年6月  | 1952年12月 | [ 5 ]              |
| 车仁光 | 1953年1月  | 1954年10月 | [ 5 ]              |
| 宋名堂 | 1954年10月 | 1958年6月  | [ 5 ]              |
| 刘长忠 | 1958年6月  | 1959年4月  | [ 5 ]              |
| 刘长忠 | 1959年4月  | 1959年10月 | 第一书记           |
| 于敬勋 | 1959年10月 | 1962年11月 | 第一书记           |
| 于敬勋 | 1962年11月 | 1965年7月  | [ 5 ]              |
| 李富贵 | 1969年9月  | 1970年8月  | 革命委员会小组组长 |
| 边俊业 | 1970年8月  | 1970年12月 | 革命委员会小组组长 |
| 边俊业 | 1970年12月 | 1975年7月  | [ 5 ]              |
| 杨本连 | 1975年7月  | 1977年9月  | [ 5 ]              |
| 李雄杰 | 1977年12月 | 1979年12月 | [ 5 ]              |
| 李先乔 | 1979年12月 | 1982年2月  | [ 5 ]              |
| 杨盛俊 | 1982年2月  | 1985年4月  | [ 5 ]              |
| 肖尊国 | 1985年4月  | 1991年11月 | [ 5 ]              |
| 刘国胜 | 1991年11月 | 1995年     | [ 5 ]              |
| 蒋伟   | 2009年8月  | 2013年4月  | [ 6 ]              |
| 罗建南 | 2013年4月  | 2021年7月  | [ 7 ]              |
| 余勋伟 | 2021年7月  | 2024年10月 | [ 8 ]              |
| 空缺   |            |            |                    |